# Entrega de las llaves a San Pedro (Perugino)
La Entrega de las llaves a San Pedro es un fresco de Pietro Perugino y ayudantes, realizado en 1481-1482 y forma parte de la decoración del registro mediano de la Capilla Sixtina en el Vaticano.

## Historia
En 1480, Perugino estaba en la antigua basílica del Vaticano para decorar una capilla por encargo de Sixto IV, obteniendo tal éxito que recibió, inmediatamente después, el nuevo encargo para la decoración de la reconstruida capilla papal, más tarde llamada Sixtina en honor de este papa. En esta empresa se le unió pronto un equipo de pintores florentinos, enviados  expresamente por Lorenzo de Médici.  
El tema de la decoración era el paralelismo entre las Historias de Moisés y las de Cristo, que ponía de relieve la continuidad entre el Antiguo y el Nuevo Testamento y la transmisión de la ley divina desde las tablas de la Ley hasta el mensaje evangélico de Jesús, quien entonces eligió a san Pedro como su sucesor, legitimando el poder, la supremacía y la infalibilidad de sus sucesores, es decir, los propios papas. Los pintores sixtinos se adhirieron a convenciones representativas comunes para que la obra pareciera homogénea, como el uso de la misma escala dimensional, estructura rítmica y representación del paisaje; también utilizaron acabados dorados junto a una única gama de colores, de modo que las pinturas brillan con el brillo de antorchas y velas.   
Perugino, contó con numerosos ayudantes dada la inmensidad de una obra de estas características. Entre ellos se incluía al joven Pinturicchio que pintó al menos seis escenas, de las cuales tres todavía se conservan hoy en día.

## Descripción y estilo

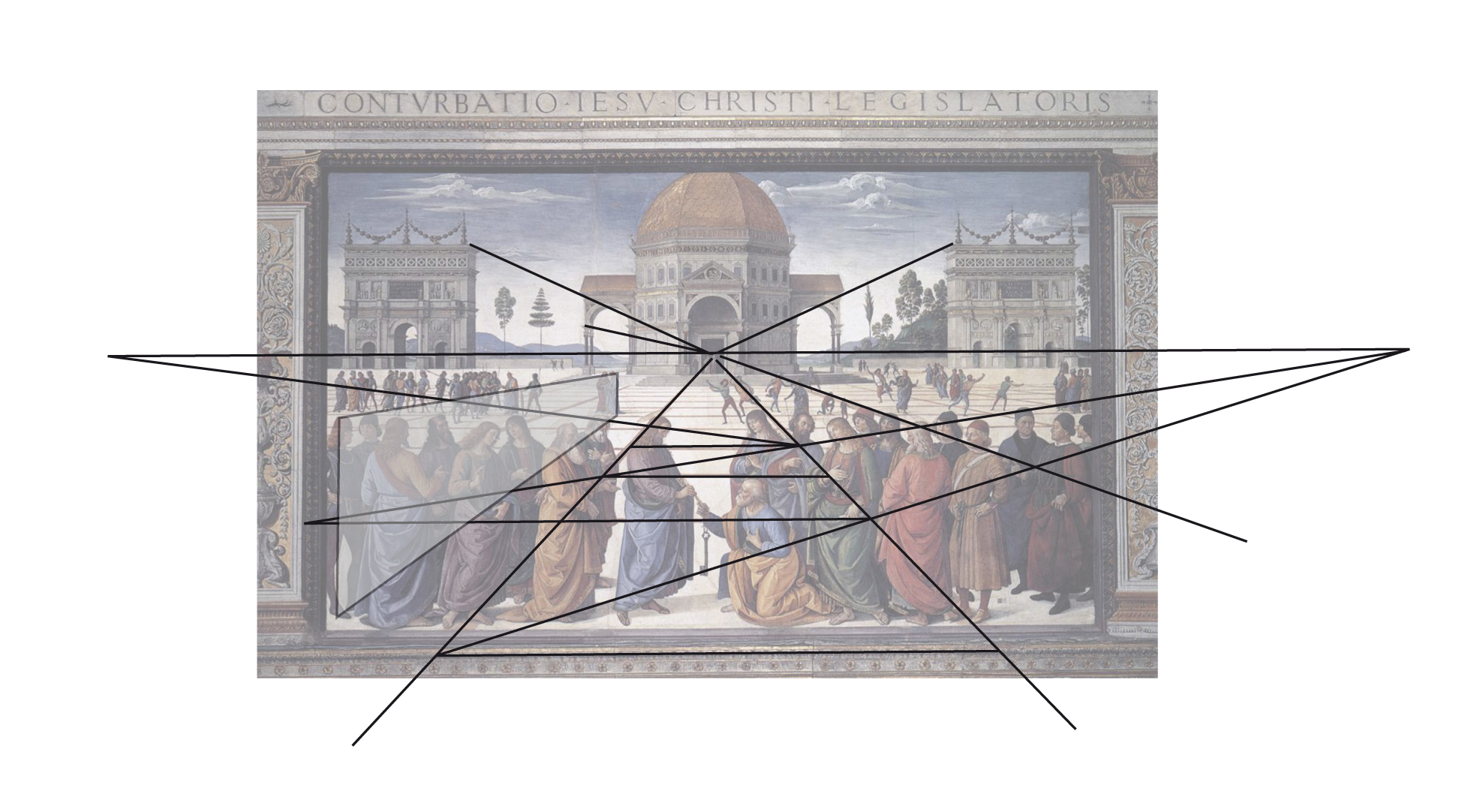
Trazado de perspectiva.

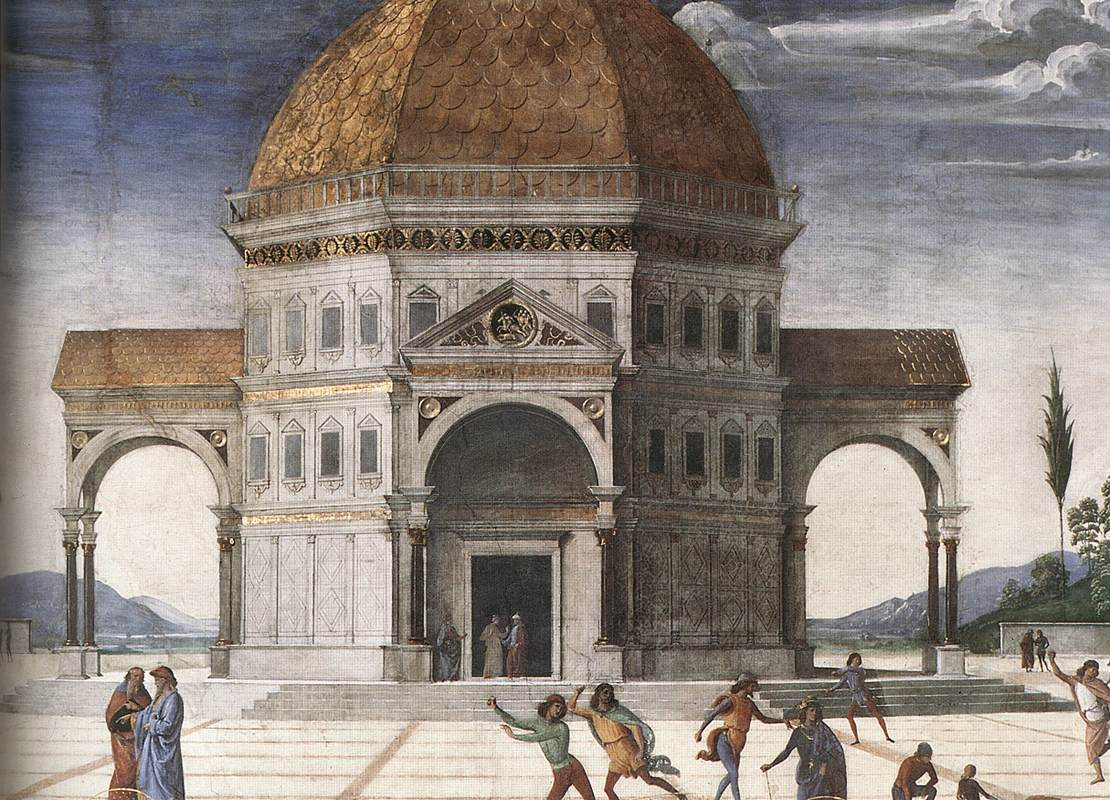
Detalle - Edificio central octogonal

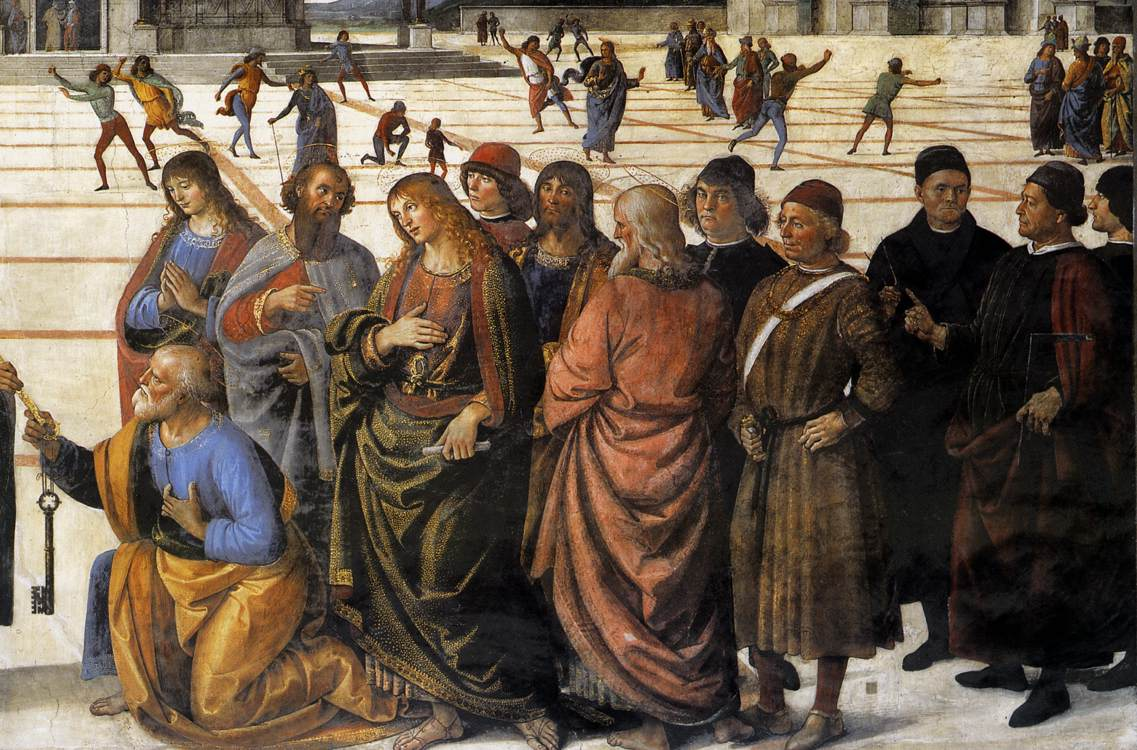
Detalle - Grupo de la derecha

La escena de la Entrega de las llaves, la quinta en la pared norte a partir del altar, es de fundamental importancia en el tema abordado por el ciclo pictórico, porque subraya la transmisión del poder espiritual de Cristo a san Pedro, justificando la primacía en la que se basaba toda la autoridad papal. El fresco, que es también uno de los más famosos de la serie desde un punto de vista estrictamente estético, está confrontado en la pared opuesta con el Castigo de los rebeldes por Moisés de Botticelli, que aclara aún más el mensaje deseado por Sixto IV: por un lado muestra el fundamento del poder de los sucesores de Pedro, por otro lado muestra el castigo que se debe a cualquiera que se atreva a contradecirlo.   
La, rodeado de otros apóstoles, entre ellos Judas (la quinta figura a la izquierda de Cristo), también se retratan personajes contemporáneos del artista que se han identificado como Alfonso de Calabria, el arquitecto Dolci, Baccio Pontelli, Andrea Bregno, Pinturicchio, Bartolomeo della Gatta y Alfonso II de Nápoles, entre los retratos localizamos un supuesto autorretrato de Perugino en el hombre vestido de negro que mira hacia el espectador del grupo de la derecha. En el fresco de Perugino está la inscripción CONTVRBATIO · IESV · CHRISTI · LEGISLATORIS, que puede traducirse como turbación de Jesucristo autor de la ley que aclara este significado de la transmisión de la ley divina y se justifica por las escenas que aparecen en segundo plano (episodio del tributo y el intento de lapidar a Jesús).
El fresco es célebre por el aparato escenográfico que amplía la escena principal, enmarcado por las líneas de perspectiva de un gran piso cuadrado de mármol de una plaza decorada con edificios monumentales. En el centro, sobre todo, hay un magnífico edificio central octogonal con una cúpula, símbolo de la universalidad del propio poder papal, así como una transposición ideal del Templo de Jerusalén: este tema fue reutilizado en el cuadro titulado los desposorios de la Virgen con la variante aún más escénica de la puerta central que permite ver el paisaje. Esta sorprendente visión arquitectónica, tan expresiva de los ideales de la perfección clásica del Renacimiento, fue adoptada por los alumnos de Perugino, como Pinturicchio en la Capilla Bufalini y sobre todo Rafael en su famoso los desposorios de la Virgen actualmente en la Pinacoteca de Brera, hasta el punto de influir también en una verdadera reproducción arquitectónica en el Templete de San Pietro in Montorio de Bramante.   
A ambos lados de la plaza hay dos copias del arco de Constantino, con una inscripción latina se rinde tributo al Papa Sixto IV por haber encargado la construcción de la capilla Sixtina. De hecho, el papa se compara con Salomón. Una observación detenida de la organización espacial de la composición muestra errores, intencionados o no, de proporciones entre las figuras de primer plano y las del fondo. Esto es especialmente evidente en la misma escala entre las figuras de la banda media (que representan los dos episodios de la vida de Cristo del pago del tributo y la lapidación de Cristo) y los personajes de los edificios, que deberían ser aún más pequeños a juzgar por los paneles del suelo que los separan. 
Mirando la comitiva de figuras en primer plano, se observa cómo las diversas actitudes se repiten rítmicamente para crear un recorrido variado pero ordenado, que puede definirse como "musical". El pesado ropaje de algunas figuras imita el estilo de Verrocchio. La elegante figura de Juan el Apóstol en particular, el primero a la derecha de Pedro, parece una referencia al Cristo de bronce en la Incredulidad de Santo Tomás de Verrocchio en la iglesia de Orsanmichele.
El paisaje que cierra el fondo es típico del artista, con las suaves colinas, salpicadas de esbeltos árboles, que se desvanecen en la distancia hacia el horizonte, dando esa sensación de distancia infinita gracias a la precisa representación atmosférica que da la perspectiva aérea y con una fina capa transparente de témpera que suaviza las formas combinando tonos fríos y cálidos hasta conseguir una tenue luminosidad.

## Otros proyectos
- Wikimedia Commons alberga una categoría multimedia sobre Entrega de las llaves a San Pedro.

- Datos: Q2620028
- Multimedia: Christ Handing the Keys to Saint Peter by Pietro Perugino / Q2620028